# AC Sodigraf
Athletic Club Sodigraf znany jako AC Sodigraf – kongijski klub piłkarski grający w EPF Kinshasa (III liga), a niegdyś w pierwszej lidze kongijskiej, mający siedzibę w mieście Kinszasa.

## Sukcesy
- Coupe du Congo[1]:
  - zwycięstwo (1):  1995

- Puchar Zdobywców Pucharów[2]:
  - finał (1): 1996

## Występy w afrykańskich pucharach
| Sezon | Rozgrywki                 | Runda       | Kraj     | Klub              | Dom | Wyjazd | Dwumecz |
| ----- | ------------------------- | ----------- | -------- | ----------------- | --- | ------ | ------- |
| 1996  | Puchar Zdobywców Pucharów | 1           | Uganda   | Posta FC          | –   | –      | –       |
| 1996  | Puchar Zdobywców Pucharów | 2           | Namibia  | MP Tigers         | 7–0 | 3–0    | 10–0    |
| 1996  | Puchar Zdobywców Pucharów | ćwierćfinał | Nigeria  | Katsina United FC | 2–0 | 0–0    | 2–0     |
| 1996  | Puchar Zdobywców Pucharów | półfinał    | Algieria | CR Belouizdad     | 1–0 | 1–1    | 2–1     |
| 1996  | Puchar Zdobywców Pucharów | finał       | Egipt    | El Mokawloon SC   | 0–0 | 0–4    | 0–4     |

## Stadion
Domowe mecze klub rozgrywa na stadionie o nazwie Stade des Martyrs w Kinszasie, który może pomieścić 75000 widzów.

## Reprezentanci kraju grający w klubie
Stan na kwiecień 2023.
| - Michel Nzamongini Babale - Doris Fuakumputu - Papy Okitankoy Kimoto - Mutamba Makenga - Marcel Mbayo - Yemo Momikia | - Bijou Kisombe Mundaba - Malesa Mungunu - Camille Muzinga - Jerry Tondelua - Betu Tshimanga |